# Rocío Guirao Díaz
Rocío Guirao Díaz (San Isidro, provincia de Buenos Aires; 27 de junio de 1984) es una modelo argentina.

## Carrera
Modela desde los catorce años de edad. En el 2007 dirigió el programa sobre automovilismo El garage, por Canal 13 y participó en el segmento Bailando por un sueño del programa Showmatch, conducido por Marcelo Tinelli, en Canal 13. 
En 2009 participó en el programa de televisivo El musical de tus sueños de Showmatch. Al año siguiente, en 2010, Rocío fue la protagonista del espectáculo Pour La Gallery de Aníbal Pachano en el Teatro Metropolitan. En el año 2011, Guirao Díaz volvió nuevamente a participar en el Bailando por un sueño. En ese mismo año, la artista debutó en el teatro infantil con la obra El arco iris de Rocío, la cual tuvo la dirección artística de Reina Reech. En 2013, Rocío debutó como vedette en el Teatro Mateo Booz de Rosario, de la mano de Manuel Cansino con Noche Brillante. Además participó en el programa televisivo Tu cara me suena. En 2017 decidió volver a participar en el Bailando por un sueño, pero esta vez acompañada por su marido Nicolás. En 2018, se unió al equipo de panelistas de Los Ángeles de la Mañana, conducido por Ángel de Brito. Actualmente trabaja para la agencia de modelos Muse Management.

## Vida personal
Es prima hermana del actor, modelo y músico Rodrigo Guirao Díaz.
Desde 2008 está casada con el empresario Nicolás Paladini.Tienen tres hijos: Aitana, nacida en 2009, Indio nacido en 2011 y Roma, nacida en 2016.
Es técnica en hotelería y
estudió psicología en la Universidad de Belgrano (Buenos Aires) aunque no terminó la carrera.
Es católica, al igual que su familia; «Nosotros somos una familia católica y religiosa».

## Teatro
| Año  | Obra                  |
| ---- | --------------------- |
| 2010 | Pour La Gallery       |
| 2011 | El arco iris de Rocío |
| 2013 | Noche brillante       |

## Televisión
| Año             | Programa                                             | Nota                                                      | Canal             |
| --------------- | ---------------------------------------------------- | --------------------------------------------------------- | ----------------- |
| 2004            | MTV Video Music Awards Latinoamérica                 | Presentadora de Mejor Artista Hip-Hop/R&B — Internacional | MTV Latinoamérica |
| 2005            | Los Roldán                                           |                                                           | Canal 9           |
| 2007            | El Garage                                            | Conductora                                                | Canal 13          |
| 2007            | Showmatch: Bailando por un sueño 2007                | Participante - 21.ª eliminada                             | Canal 13          |
| 2008            | Festival Internacional de la Canción de Viña del Mar | Jurado                                                    | Canal 13 / TVN    |
| 2009            | Showmatch: El musical de tus sueños                  | Participante - Semifinalista                              | Canal 13          |
| 2011            | Showmatch: Bailando por un sueño 2011                | Participante - Abandonó                                   | Canal 13          |
| 2012, 2014-2015 | Mar del Plata Moda Show                              | Modelo                                                    |                   |
| 2013            | Tu cara me suena                                     | Participante - 8.ª clasificada                            | Telefe            |
| 2014            | Tu cara me suena 2                                   | Acompaña a Pichu Straneo imitando a Kim Basinger          | Telefe            |
| 2014            | Tu cara me suena 2                                   | Acompaña a Florencia Peña imitando a Iggy Azalea          | Telefe            |
| 2014            | La jaula de moda                                     | Panelista invitada                                        | Ciudad Magazine   |
| 2017            | Showmatch: Bailando 2017                             | Participante junto a Nicolás Paladini - Abandonan         | Canal 13          |
| 2018            | Showmatch: Bailando 2018                             | Acompaña a Sol Pérez en salsa en trío                     | Canal 13          |
| 2019            | Pampita Online                                       | Panelista                                                 | Net TV            |